# Robert Buchet

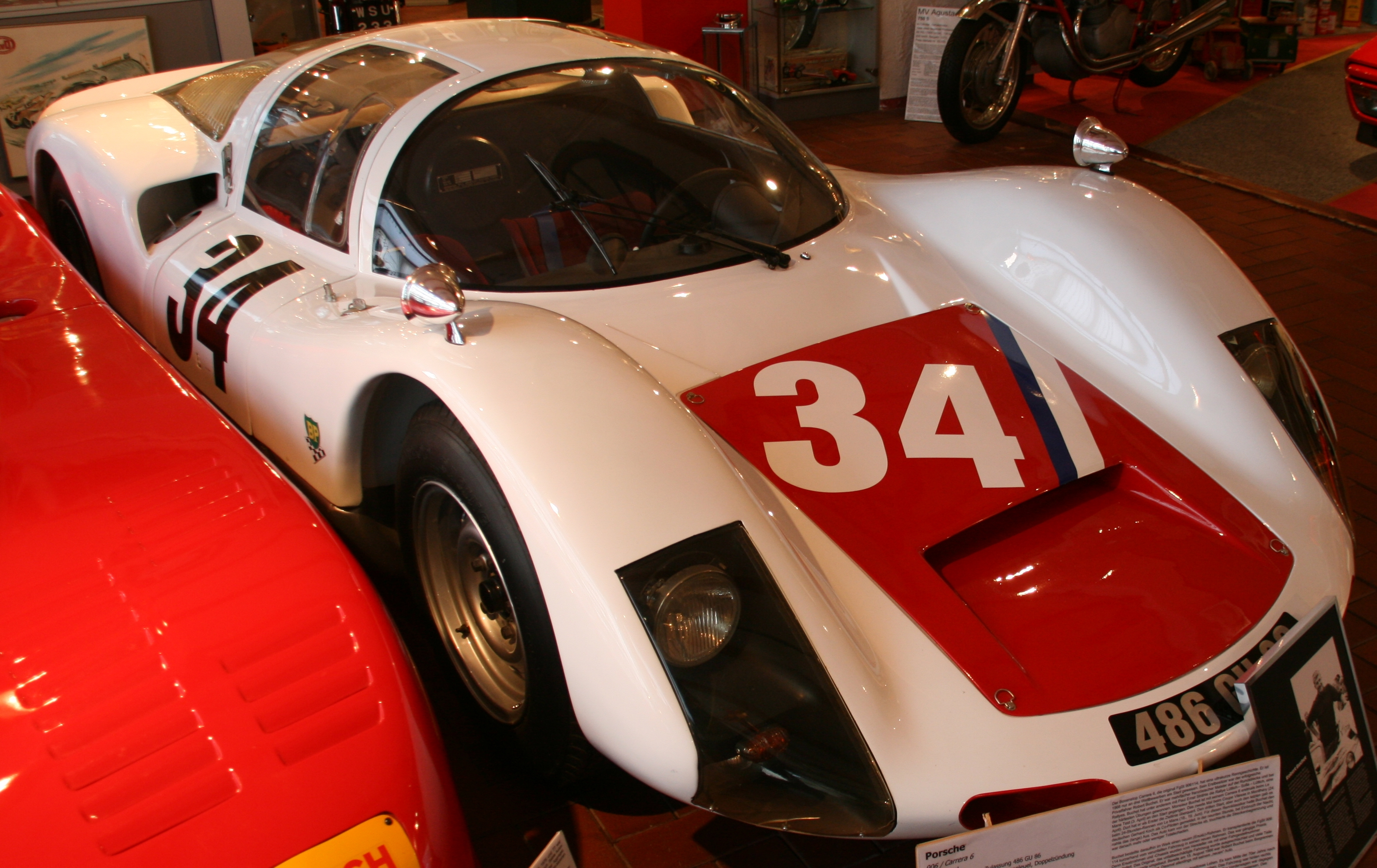
Der Porsche 906 mit dem Robert Buchet beim 24-Stunden-Rennen von Le Mans 1966 am Start war

Robert Victor Albert Buchet (* 8. Mai 1922 in La Trimouille; † 7. Dezember 1974 in Poitiers) war ein französischer Autorennfahrer und Rennstallbesitzer.

## Karriere
Der Porsche-Händler nahm zwischen 1961 und 1968 sechsmal am 24-Stunden-Rennen von Le Mans teil. 1964 gewann er auf einem Porsche 904 GTS mit Partner Guy Ligier die GT-Klasse unter 2 Litern. Im selben Jahr gelang ihm ein weiterer Klassensieg bei der Tour de France für Automobile.
Er starb 1974 bei einem Verkehrsunfall in der Nähe von Poitiers.

## Statistik

### Le-Mans-Ergebnisse
| Jahr | Team             | Fahrzeug                | Teamkollege     | Platzierung            | Ausfallgrund |
| ---- | ---------------- | ----------------------- | --------------- | ---------------------- | ------------ |
| 1961 | Auguste Veuillet | Porsche 356B Abarth GTL | Pierre Monneret | Ausfall                | Motorschaden |
| 1962 | Auguste Veuillet | Porsche 356B Abarth     | Heinz Schiller  | Rang 12                |              |
| 1964 | Auguste Veuillet | Porsche 904/4 GTS       | Guy Ligier      | Rang 7 und Klassensieg |              |
| 1965 | Auguste Veuillet | Porsche 904/4 GTS       | Ben Pon junior  | Ausfall                | Ölleck       |
| 1966 | Auguste Veuillet | Porsche 906/6 Carrera 6 | Gerhard Koch    | Ausfall                | Unfall       |
| 1967 | Auguste Veuillet | Porsche 911S            | Herbert Linge   | Rang 14                |              |
| 1968 | Philippe Farjon  | Porsche 907/8           | Herbert Linge   | Disqualifiziert        |              |

### Einzelergebnisse in der Sportwagen-Weltmeisterschaft
| Saison | Team                           | Rennwagen   | 1   | 2   | 3   | 4   | 5   | 6   | 7   | 8   | 9   | 10  | 11  | 12  | 13  | 14  | 15  | 16  | 17  | 18  | 19  | 20  | 21  | 22  |
| ------ | ------------------------------ | ----------- | --- | --- | --- | --- | --- | --- | --- | --- | --- | --- | --- | --- | --- | --- | --- | --- | --- | --- | --- | --- | --- | --- |
| 1961   | Auguste Veuillet               | Porsche 356 | SEB | TAR | NÜR | LEM | PES |     |     |     |     |     |     |     |     |     |     |     |     |     |     |     |     |     |
| 1961   | Auguste Veuillet               | Porsche 356 | DNF |     |     |     |     |     |     |     |     |     |     |     |     |     |     |     |     |     |     |     |     |     |
| 1962   | Auguste Veuillet Robert Buchet | Porsche 356 | DAY | SEB | SEB | MAI | TAR | BER | NÜR | LEM | TAV | CCA | RTT | NÜR | BRI | BRI | PAR |     |     |     |     |     |     |     |
| 1962   | Auguste Veuillet Robert Buchet | Porsche 356 |     |     |     |     |     |     |     | 12  | 17  |     |     |     |     |     | 18  |     |     |     |     |     |     |     |
| 1963   | Robert Buchet                  | Porsche 356 | DAY | SEB | SEB | TAR | SPA | MAI | NÜR | CON | ROS | LEM | MON | WIS | TAV | FRE | CCE | RTT | OVI | NÜR | MON | MON | TDF | BRI |
| 1963   | Robert Buchet                  | Porsche 356 |     |     |     |     |     |     |     |     |     |     |     |     | 19  |     |     |     |     |     |     |     | DNF |     |
| 1964   | Auguste Veuillet Claude Storez | Porsche 904 | DAY | SEB | TAR | MON | SPA | CON | NÜR | ROS | LEM | REI | FRE | CCE | RTT | SIM | NÜR | MON | TDF | BRI | BRI | PAR |     |     |
| 1964   | Auguste Veuillet Claude Storez | Porsche 904 |     |     |     |     |     |     |     |     | 7   | 10  |     |     |     |     |     |     | 3   |     |     | DNF |     |     |
| 1965   | Auguste Veuillet               | Porsche 904 | DAY | SEB | BOL | MON | MON | RTT | TAR | SPA | NÜR | MUG | ROS | LEM | REI | BOZ | FRE | CCE | OVI | NÜR | BRI | BRI |     |     |
| 1965   | Auguste Veuillet               | Porsche 904 |     |     |     |     |     |     |     |     | DNF |     |     |     |     |     |     |     |     |     |     |     |     |     |
| 1966   | Auguste Veuillet               | Porsche 906 | DAY | SEB | MON | TAR | SPA | NÜR | LEM | MUG | CCE | HOK | SIM | NÜR | ZEL |     |     |     |     |     |     |     |     |     |
| 1966   | Auguste Veuillet               | Porsche 906 |     |     |     | DNF |     |     |     |     |     |     |     |     |     |     |     |     |     |     |     |     |     |     |
| 1967   | Robert Buchet Auguste Veuillet | Porsche 911 | DAY | SEB | MON | SPA | TAR | NÜR | LEM | HOK | MUG | BRH | CCE | ZEL | OVI | NÜR |     |     |     |     |     |     |     |     |
| 1967   | Robert Buchet Auguste Veuillet | Porsche 911 |     |     |     |     | DNF |     | 14  |     |     |     |     |     |     |     |     |     |     |     |     |     |     |     |
| 1968   | Philippe Farjon                | Porsche 907 | DAY | SEB | BRH | MON | TAR | NÜR | SPA | WAT | ZEL | LEM |     |     |     |     |     |     |     |     |     |     |     |     |
| 1968   | Philippe Farjon                | Porsche 907 |     |     |     |     |     |     | DNF |     |     |     |     |     |     |     |     |     |     |     |     |     |     |     |